# Monakijskie monety euro
Awersy monet euro bitych dla Monako
Waluta Unii Europejskiej, euro, jest prawnym środkiem płatniczym również w Księstwie Monako. Nie jest członkiem Wspólnoty, ale łączy go unia monetarna i celna z Francją, która pośredniczy w całości wymiany handlowej tego małego państwa. Wcześniej obowiązującą tu walutą był frank francuski.
Księstwo bije swoje monety, które awersami odróżniają je od monet innych państw strefy euro. Jednak Monakijczycy w praktyce nie używają swych monet, gdyż wszystkie zostały wywiezione z kraju przez turystów. Najczęściej używane są francuskie, włoskie i niemieckie. Większość monet przeznaczonych do obiegu są mieszane razem z monetami innych krajów (najczęściej z francuskimi). Procedura ta ma zapobiec wykupywania monet celem wycofania ich z obiegu fizycznego i wprowadzenia na rynek kolekcjonerski.
Wszystkie monakijskie monety bite są w Monnaie de Paris. Ich limit emisyjny wynosi 0,2% wartości monet emitowanych w danym roku przez Francję. W latach 2008 i 2009, Monako mogło wyemitować monety o łącznej wartości nominalnej 221.094 euro.

## Seria pierwsza
- 2 euro przedstawia zmarłego w 2005 roku księcia Rainiera III.
- 1 euro przedstawia księcia Rainiera i panującego po nim Alberta II.
- 10, 20 i 50 centów przedstawiają pieczęć Monako.
- 1, 2 i 5 centów przedstawiają herb Monako.

## Seria druga
Wprowadzona w 2006 roku po śmierci Rainiera III, który zmarł w 2005 roku.
- 2 do 1 euro przedstawiają obecnie panującego księcia Alberta II.
- 10, 20 i 50 centów przedstawiają monogram Alberta II.
- 1, 2 i 5 centów przedstawiają herb Monako.